# فینال جام اتحادیه فوتبال انگلستان ۱۹۷۶
فینال جام اتحادیه فوتبال انگلستان ۱۹۷۶، رقابت پایانی جام اتحادیه فوتبال انگلستان در سال ۱۹۷۶ میلادی است که مابین دو تیم باشگاه فوتبال منچستر سیتی و باشگاه فوتبال نیوکاسل در ورزشگاه ومبلی لندن برگزار شده‌است.
این مسابقه که در تاریخ ۲۸ فوریه ۱۹۷۶ انجام شده‌است با نتیجه ۲ بر ۱ به سود تیم باشگاه فوتبال منچستر سیتی به پایان رسید.